# Vasile Pătruț
Vasile Pătruț (n. 18 decembrie 1940, Botești, județul Roman, în prezent în județul Neamț – d. 19 mai 2012, Pașcani) a fost un economist, profesor universitar, fondator al învățământului superior economic în Bacău.

## Biografie
S-a născut în satul Botești, județul Roman (azi județul Neamț), la 18 decembrie 1940, al doilea fiu al eroului Neculai Pătruț, căzut în războiul antibolșevic și al viceprimarului Catrina Pătruț. Descendent al unei familii care a dat țării jertfa de sânge a șase eroi.

## Studii
Studii la Școala generală din satul și comuna natală, apoi la Școala Tehnică de Cooperație din Buzău (1956-1960) și la Academia de Studii Economice din București, Facultatea de Finanțe-Contabilitate (1960-1965).
Doctor în Economie, Specialitatea Contabilitate, la Academia de Studii Economice din București, în 1988, cu teza: Posibilități de perfecționare a organizării contabilității cheltuielilor de producție și calculației costurilor la întreprinderile integrate de pielărie și încălțăminte, sub coordonarea profesorului Victor Puchiță.

## Cariera
Repartizat la terminarea facultății pentru învățământ și cercetare, optează pentru a fi profesor de contabilitate la Școala Tehnică de Cooperație din Buzău (1965-1966). A continuat activitatea didactică la Grupul școlar comercial Bacău (1966- 1968), la Liceul economic Bacău (1968-1991), unde a ocupat  și funcția de director.
A ocupat ulterior poziția de conferențiar universitar (1991-1996), iar apoi pe aceea de profesor universitar (1996-2009) la Universitatea „Vasile Alecsandri” din Bacău, unde a dețínut  și funcția de șef al Catedrei de Științe Economice și al Ctedrei de Contabilitate și Finanțe (1995-2008).
Vasile Pătruț a înființat programul de studii de licență Contabilitate și informatică de Gestiune (CIG) și programul de masterat postuniversitar Contabilitatea și Auditul afacerilor (CAA). A fost primul titular al disciplinei Contabilitate la Universitatea „George Bacovia” din Bacău, contribuind și la dezvoltarea învățământului particular băcăuan, prin cursuri predate în cadrul filialelor din Bacău și Onești ale Institutului de Învățământ Superior „Mihai Eminescu” din Botoșani (1991-1998).
A fost expert contabil din 1995 și în cadrul CECCAR activează ca lector și examinator.
Participă în șapte comisii de doctorat la Facultatea de Științe Economice și Administrarea Afacerilor din cadrul Universității „Alexandru Ioan Cuza” din Iași.
A fost redactor șef al Revistei Studii și cercetări Științifice din cadrul Universitățíi „Vasile Alecsandri” din Bacău

## Opera
Activitatea științifică se concretizează în 16 cărți, 33 manuale și cursuri universitare și peste 100 de articole și studii științifice, apreciate de cercetătorii în domeniu. Profesorul universitar Rusalim Petriș afirma „aparițía, în lumea scrisului contabil românesc, a oricărui produs având marca Vasile Pătruț, constituie un moment de bucurie”.
Dintre lucrările profesorului Vasile Pătruț se pot menționa:
- Contabilitatea financiară a intreprinderii (1992)
- Contabilitate și diagnostic financiar
- Manualul expertului contabil și al contabilului autorizat (coautor cu Emilian Drehuță, Aristița Rotilă ș.a.)
- Noi contribuții la teoria și practica contabilă
- Monografia comunei Botești (co-autor cu Ion Țuțuianu, (2015)
- Inițiere în limbajul universal al afacerilor (Editura EduSoft Bacău, 2010)
- 10 ani de învățământ superior contabil la Bacău (2001)
- Didactica contabilității

## Premii și distincții
- Titlul de profesor evidențíat (1984), acordat de Ministerul Educațíei și Învățământului
- Premiul I pentru publicistică, acordat de Salonul Creației Tehnice Bacău (1997)
- Membru al Asociației Oamenilor de Știință din România

Senatul Universitățíi „Vasile Alecsandri” din Bacău, a hotărât ca Amfiteatrul principal al Facultății de Științe Economice să poartă numele lui Vasile Pătruț, iar Consiliul Local al Comunei Botești a hotărât acordarea titlului de cetățean de onoare post-mortem.